# Bahnhof Oebisfelde
Der Bahnhof Oebisfelde ist ein Bahnhof in Oebisfelde-Weferlingen in Sachsen-Anhalt. In der Vergangenheit gingen bis zu sieben Strecken von ihm aus. 1949 bis 1990 war er Grenzbahnhof der DDR zur Bundesrepublik Deutschland.

## Geschichte

### Bis zum Zweiten Weltkrieg

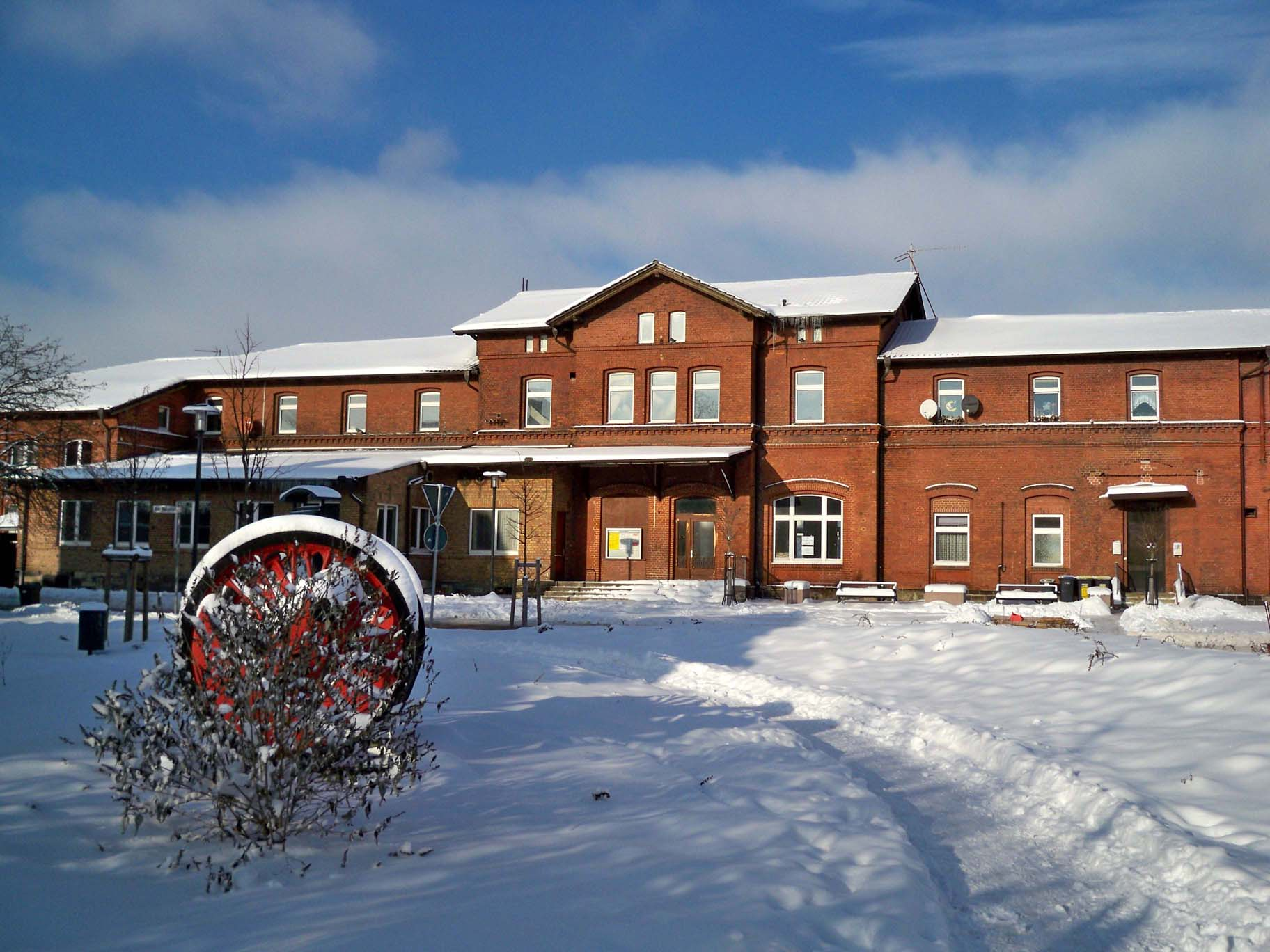
Empfangsgebäude des Bahnhofs Oebisfelde, im Vordergrund Achse einer Dampflokomotive

Der Bahnhof wurde 1871 am Nordrand der damaligen Stadt Oebisfelde im Zuge des Baus der Berlin-Lehrter Eisenbahn, die Berlin mit Hannover verbindet, errichtet. Am 1. November 1871 wurde die Strecke erstmals im Güterverkehr genutzt, einen Monat später auch im Personenverkehr. In der Folgezeit wurde Oebisfelde mit zahlreichen weiteren Orten durch Bahnstrecken verbunden. 1874 wurde die Strecke Magdeburg–Neuhaldensleben nach Oebisfelde verlängert. 1889 erfolgte die Einweihung der Strecke nach Salzwedel. Sechs Jahre später ging die Bahnstrecke Helmstedt–Oebisfelde in Betrieb. Zu Beginn des 20. Jahrhunderts wurden noch Schandelah östlich von Braunschweig (1902) und Wittingen (1909) angeschlossen, letztere als Kleinbahn mit eigenem Bahnhof direkt nördlich des Bahnhofs Oebisfelde.
Seit 1880 war Oebisfelde Sitz einer Eisenbahnwerkstatt, die später als Bahnbetriebswerk bezeichnet wurde. Die Zahl der Züge, die den Bahnhof Oebisfelde anfuhren, stieg kontinuierlich. Während 1888 15 Reisezüge pro Tag gezählt wurden, waren es 1912 bereits 53 Züge. Die Einwohnerzahl Oebisfeldes stieg damals deutlich; die Eisenbahn war wichtigster Arbeitgeber des Ortes. 1910 wurde aufgrund des starken Zugverkehrs am Westende des Bahnhofs eine Überführung errichtet. Ab 1918 hieß der Bahnhof für einige Jahre Oebisfelde-Kaltendorf, da die beiden Gemeinden zu einer Stadt vereinigt worden waren.
1921 wurde das Bahnbetriebswerk unmittelbar östlich des Bahnhofs neu errichtet. 1934 verkehrten täglich 199 Züge über Oebisfelde.
In den letzten Jahren des Zweiten Weltkriegs erhielt der Bahnhof mehrere Bombentreffer. Dabei wurden vor allem Güterzüge getroffen.

### Nach dem Zweiten Weltkrieg
Mit der Grenzziehung unmittelbar westlich von Oebisfelde wurde der Betrieb auf der Strecke nach Wittingen im August 1945 unterbrochen. Der Kleinbahnhof Oebisfelde wurde in Oebisfelde Nord umbenannt und nur noch im Güterverkehr bedient. Auch der Verkehr Richtung Helmstedt kam zum Erliegen, da die Strecke drei Mal von der innerdeutschen Grenze geschnitten wurde. Bis 1952 wurde die Strecke jedoch noch von DR und DB für Lokleerfahrten zwischen Helmstedt und Oebisfelde genutzt. Schließlich fuhren auch keine Züge mehr Richtung Schandelah. Diese Strecke wurde auf westdeutschem Gebiet so umgebaut, dass die Züge westwärts nach Vorsfelde statt ostwärts nach Oebisfelde fuhren.
Am 8. Dezember 1945 wurde der Bahnverkehr in Richtung Westdeutschland wiederaufgenommen. Oebisfelde wurde damit Grenzbahnhof. Auf der westlichen Seite war dies Wolfsburg. Während der Blockade West-Berlins kam der grenzüberschreitende Verkehr in Oebisfelde vom 24. Juni bis zum 9. September 1948 zum Erliegen. 1952 wurde entlang der innerdeutschen Grenze ein fünf Kilometer breiter Sperrgürtel eingerichtet, um eine Flucht von DDR-Bürgern zu verhindern. In diesem Gebiet lag der Bahnhof Oebisfelde. Im selben Jahr wurde das südlichste Gleis des Bahnhofs, Gleis 1, räumlich von den anderen Gleisen so abgetrennt, dass der Personenverkehr mit Westdeutschland dort abgefertigt werden konnte. So hatte das nördlich von Gleis 1 liegende Gleis 2 keinen Bahnsteig. Die Grenzabfertigungsanlagen befanden sich unmittelbar südlich von Gleis 1, westlich des Empfangsgebäudes. Am 15. Juli 1954 verkehrte erstmals ein Interzonenzug Hannover–Oebisfelde–Magdeburg. Der Lokwechsel von Lokomotiven der Deutschen Reichsbahn zu Loks der Deutschen Bundesbahn fand stets in Oebisfelde statt. Im Bahnbetriebswerk waren daher zahlreiche leistungsstarke Dampflokomotiven, ab 1968 auch Diesellokomotiven stationiert.
Über Oebisfelde verkehrten Interzonenzüge, aber keine Transitzüge nach West-Berlin. Diese befuhren den südlicher gelegenen Grenzübergang Helmstedt-Marienborn. Ein typischer Laufweg von Interzonenzügen über Oebisfelde war Köln–Leipzig. Laut Sommerfahrplan 1959 wurden täglich zwei Schnellzug-Paare im internationalen Reiseverkehr eingesetzt, im Hochsommer drei.

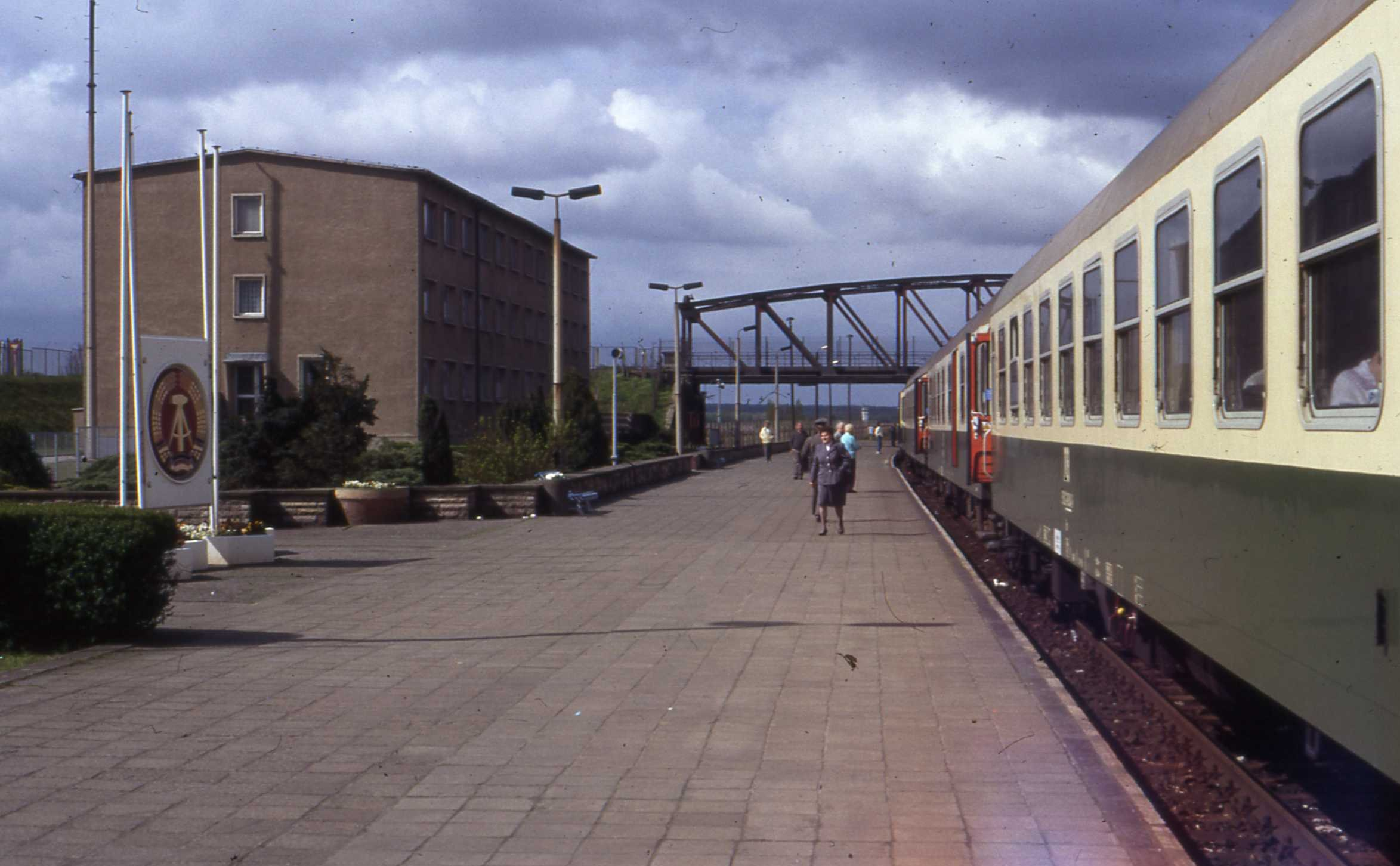
Bahnsteig an Gleis 1; links Wohnhaus für Angehörige der Grenztruppen (April 1990)

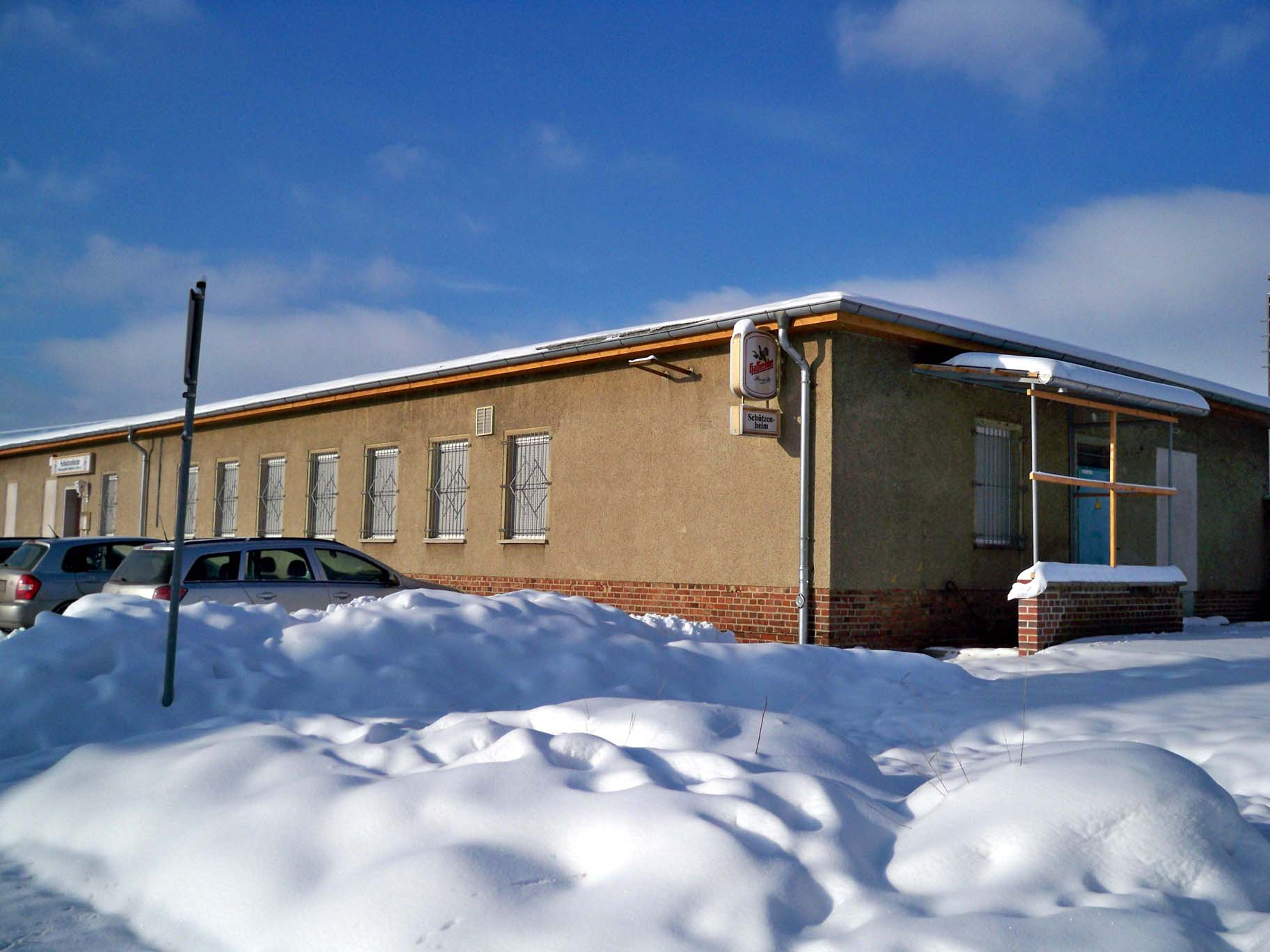
Früheres Grenzabfertigungsgebäude, Detail, mit vergitterten Fenstern

1960 wurde die Überführung am Westende des Bahnhofs mit einem Grenzzaun versehen. Neben dem Bahnsteig an Gleis 1 gab es drei Bahnsteige mit Gleisen für den Betrieb innerhalb der DDR sowie im Norden Gleis 11, auf dem separat Güterzüge nach Westdeutschland abgefertigt werden konnten. Dieses Gleis war durch eine Schutzweiche Richtung Westen gesichert. Erst wenn von dem Verantwortlichen der Grenztruppen der Befehl dazu gegeben wurde, wurde die Weiche auf Ausfahrt Richtung Westdeutschland gestellt. Auch aus Richtung Westen gab es Schutzweichen. Außerhalb dieser Regelung waren Durchfahrten technisch nicht möglich.
1975 verkehrten vier Interzonenzugpaare über Oebisfelde, im Sommer fünf. Außerdem gab es im Personenverkehr neun Zugpaare Richtung Stendal, zehn Zugpaare Richtung Haldensleben und sechs bis sieben Zugpaare von und nach Salzwedel.
Der Dampfbetrieb wurde bis 1988 aufrechterhalten. Am 27. Juli 1991 stießen unmittelbar westlich des Bahnhofs ein Schnellzug und ein Kesselwagenzug zusammen. Es gab drei Tote; das Gelände musste mehrere Jahre lang gereinigt werden.
Noch im Fahrplanjahr 1991/92 wurde Oebisfelde von zahlreichen Fernzügen angefahren. Zu ihnen zählten Schnellzüge, etwa von Köln nach Görlitz bzw. Dresden sowie Züge von Schiphol Airport nach Berlin. Lediglich das Nachtzug-Paar Köln–Moskau durchfuhr den Bahnhof ohne Halt. Die Interregio-Linie Köln–Leipzig wurde ebenfalls bis Mitte der 1990er Jahre über Oebisfelde geführt. Das Bahnbetriebswerk Oebisfelde verlor zum 16. Februar 1995 seine Selbstständigkeit und wurde Einsatzstelle des Betriebshofs Stendal Traktion.
Im Zuge des Baus der Schnellfahrstrecke Hannover–Berlin wurde der Bahnhof Oebisfelde grundlegend umgestaltet. Dies bedeutete unter anderem das Ende der Bedienung des Bahnhofs im Personenfernverkehr. Bis 1998 war die Zahl der im Personenverkehr nutzbaren Bahnsteige auf zwei Inselbahnsteige gesunken. Der Bahnsteig an Gleis 1 wurde ebenso wie alle Bahnsteigdächer abgerissen. Nördlich und südlich der vier Gleise an den Bahnsteigen liegen seither drei weitere Gleise, die meist von Güterzügen genutzt werden. Durch den früheren Nordteil des Bahnhofs wurde die zweigleisige, elektrifizierte Schnellfahrstrecke gelegt, deren einzige Gleisverbindung mit dem Bahnhof rund 300 Meter westlich des Bahnhofs liegt. Nur das dritte, nicht elektrifizierte Streckengleis der Berlin-Lehrter Bahn führt seither in den Bahnhof. Für den Bau der Schnellfahrstrecke musste die Ausfahrt der nach Norden abzweigenden Strecke nach Salzwedel aufwändig verlegt werden. Dazu wurden rund vier Kilometer Neubaustrecke errichtet. Bereits 2004 wurde diese Strecke stillgelegt. Das Aufsichtspersonal wurde 1997 abgezogen. Das Bahnhofsrestaurant und der Fahrkartenschalter wurden um die Jahrtausendwende geschlossen.
Von Dezember 2006 bis Dezember 2018 betrieb DB Regio unter dem Markennamen Elbe Saale Bahn den Personenverkehr.

### Ausblick
Im dritten Gutachterentwurf des Deutschlandtakts ist ein Überholgleis für den Güterverkehr für Ost-West-Richtung  unterstellt. Dafür sind, zum Preisstand von 2015, Investitionen von 12 Millionen Euro vorgesehen.

## Betrieb
Der Bahnhof Oebisfelde gehört zur Preisklasse 5. Wolfsburg ist der nächstgelegene Fernbahnhof. Den Personenverkehr betreibt die Regionalverkehre Start Deutschland. 
|                          | Linienverlauf                                                             | Takt (min)              |
| ------------------------ | ------------------------------------------------------------------------- | ----------------------- |
| RE 6                     | Wolfsburg – Oebisfelde – Haldensleben – Magdeburg                         | einzelne Züge           |
| RB 35                    | Wolfsburg – Oebisfelde – Mieste – Gardelegen – Uchtspringe – Stendal      | 060 (Mo–Fr) 120 (Sa–So) |
| RB 36                    | Wolfsburg – Oebisfelde – Wegenstedt – Haldensleben – Barleben – Magdeburg | 120                     |
| Stand: 15. Dezember 2024 |                                                                           |                         |

Im Güterverkehr wird der Bahnhof Oebisfelde oft zum Kreuzen mit Gegenzügen genutzt.
Von der Südseite des Bahnhofs verkehren vereinzelte Busse in Richtung Klötze, Haldensleben, Weferlingen und Wolfsburg.
Das ehemalige Grenzabfertigungsgebäude ist vorhanden und wird teilweise durch einen Schützenverein genutzt. Ein westlich davon liegendes mehrstöckiges Haus, das von Angehörigen der Grenztruppen bewohnt worden war, steht leer.

## Sonstiges
- Im Heimatmuseum in der Burg Oebisfelde ist ein Raum dem Bahnhof und der Geschichte der Eisenbahn in Oebisfelde gewidmet.
- Vor dem Bahnhof ist die Achse einer Dampflokomotive der Baureihe 41 ausgestellt.
- Der größte Oebisfelder Sportverein hieß SV Lok Oebisfelde, heute SV Oebisfelde.

## Bildergalerie

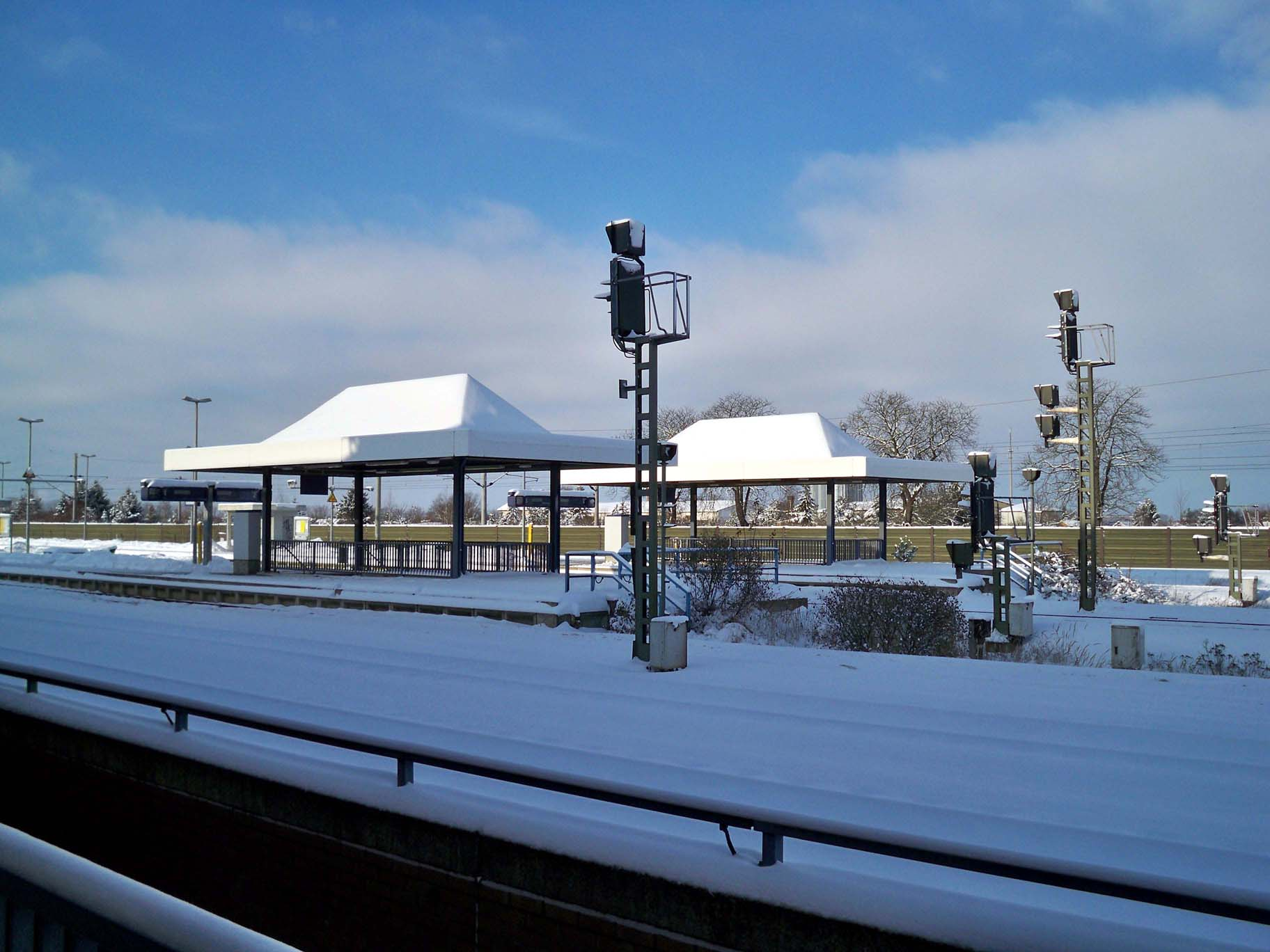
Bahnsteigaufgänge
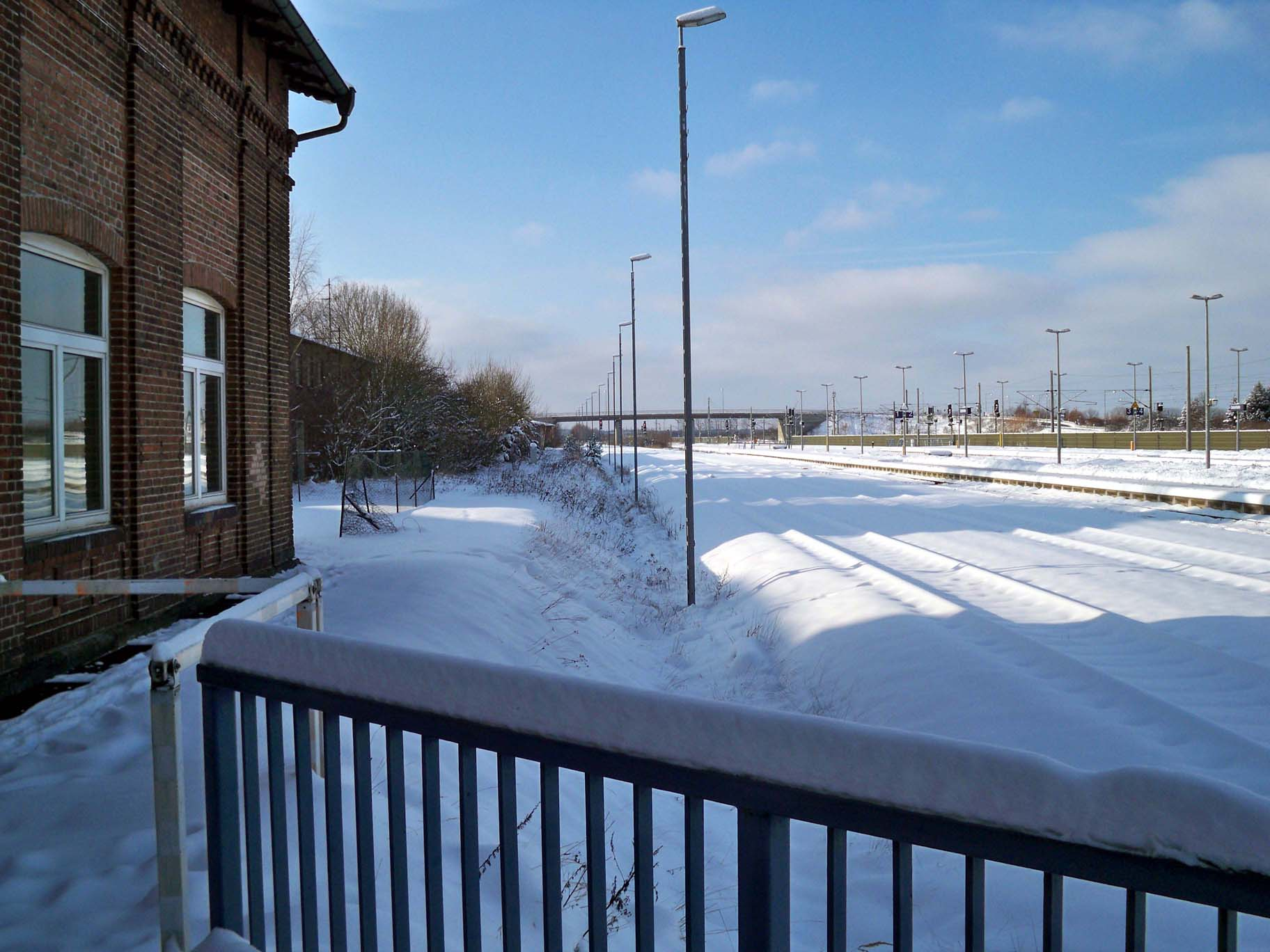
Früherer Bahnsteig an Gleis 1, Zustand 2010
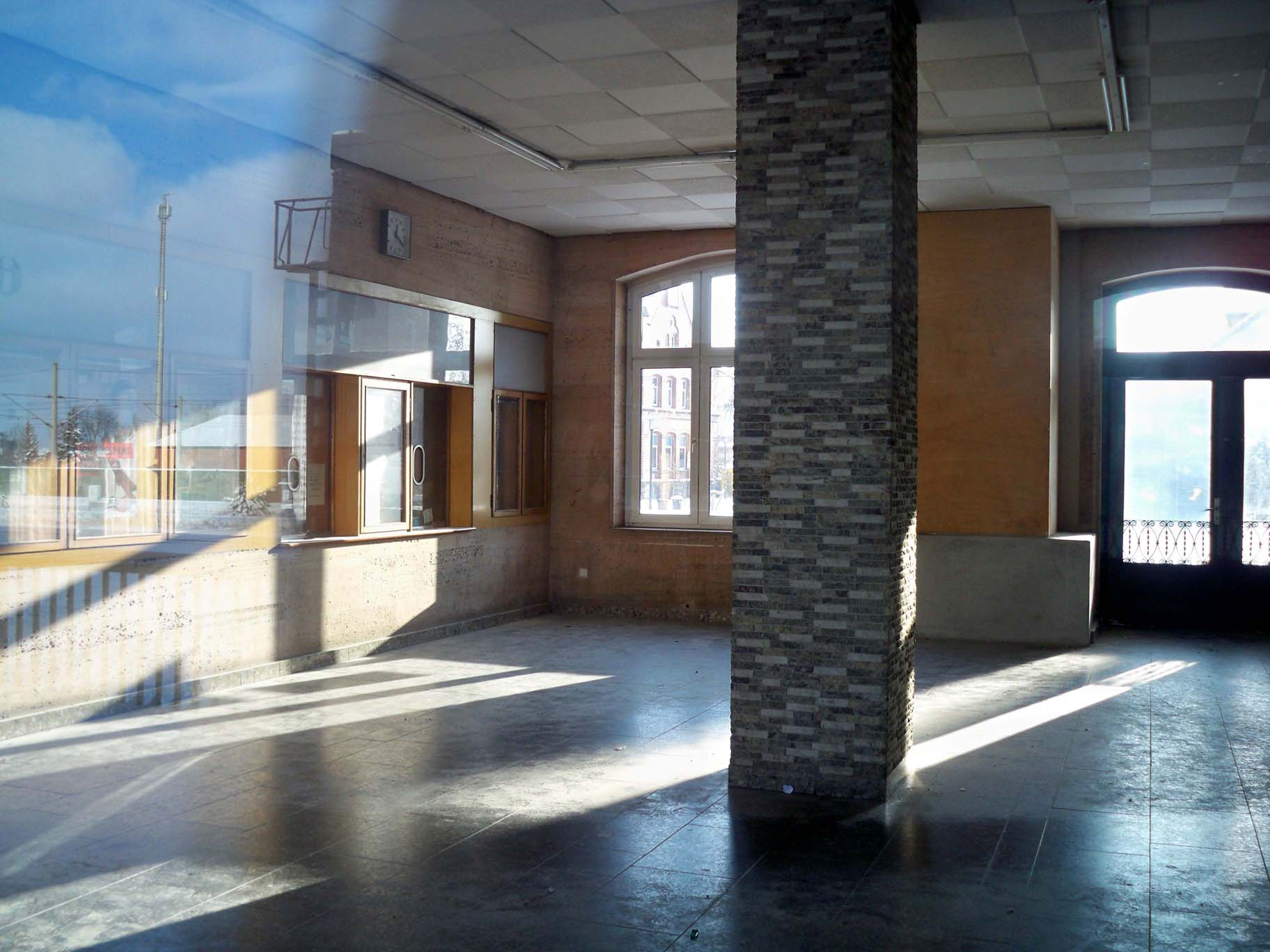
Ehemalige Schalterhalle, Zustand 2010
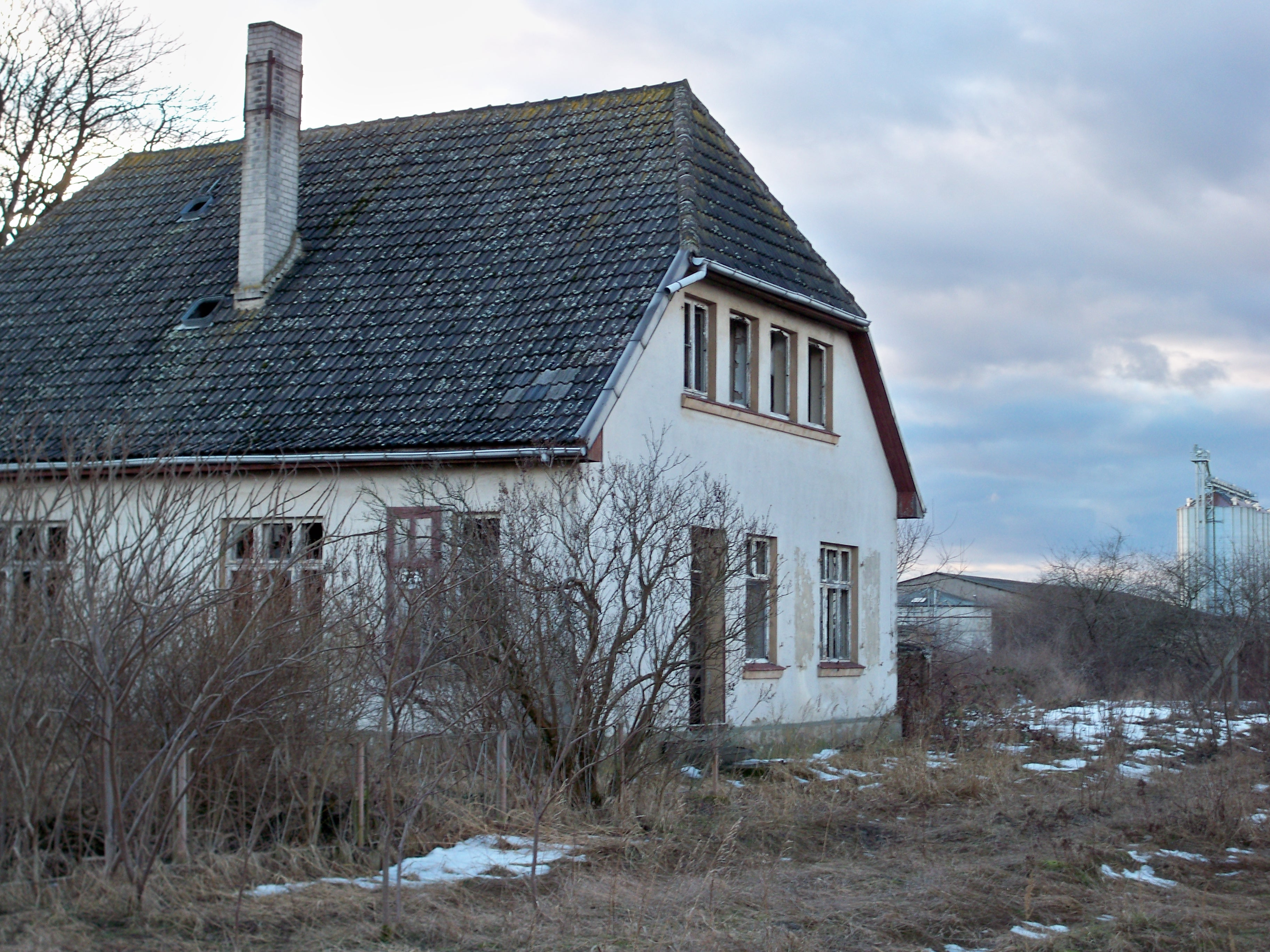
Oebisfelde Kleinbahnhof; das Gleis verlief rechts vom Bahnhof, Zustand 2010